# VR-Bank Rottal-Inn
Die VR-Bank Rottal-Inn eG ist ein genossenschaftliches Kreditinstitut mit Sitz in Eggenfelden und Pfarrkirchen, Landkreis Rottal-Inn. Mit einer Bilanzsumme von mehr als 3,9 Mrd. Euro gehört sie zu den zehn größten bayerischen Genossenschaftsbanken. Sie verfügt über ein Filialnetz von 38 Geschäftsstellen, mit denen 103.000 Kunden nach dem genossenschaftlichen Grundgedanken betreut werden.

## Geschichte
Der Grundstein für die VR-Bank Rottal-Inn wurde 1897 mit der Aufnahme der Bankgeschäfte in Pfarrkirchen gelegt. Bereits 1900 konnte die Bank eine Bilanzsumme von 75.509,90 Reichsmark aufweisen. 50 Jahre später erhielt sie die Firmierung Raiffeisenkasse Pfarrkirchen eGmuH und wuchs im Jahre 1986 mit einer Bilanzsumme von 302 Mio. DM zur drittgrößten Genossenschaftsbank Bayerns heran. Die erste große Fusion erfolgte 1996 mit der Volksbank Simbach-Pfarrkirchen eG, was die Raiffeisen-Volksbank im Rott- und Inntal eG entstehen ließ. Nach der Jahrtausendwende kam es zur Fusion mit der Raiffeisenbank Bad Birnbach-Triftern-Simbach/Inn eG, woraus die heutige VR-Bank Rottal-Inn eG hervorging. Im Jahr 2010 wurde das Marktunterstützungszentrum in Mooshof/Pfarrkirchen feierlich eingeweiht und dient fortan der administrativen Abwicklung der Bankgeschäfte. Die VR-Bank Rottal-Inn konnte 2012 ihr 25.000. Mitglied begrüßen.
Auf den Vertreterversammlungen der Rottaler Volksbank-Raiffeisenbank eG und der VR-Bank Rottal-Inn eG wurde im Juni 2016 die Fusion beider Banken – rückwirkend zum 1. Januar 2016 – beschlossen. Die technische Zusammenführung erfolgte im Oktober 2016.

## Arbeitgeber und Auszubildende
Die VR-Bank Rottal-Inn zählt zu den größten Arbeitgebern in der Region. Die Bank erhielt nach eigenen Angaben mehrfach Arbeitgeber-Auszeichnungen.

## Geschäftsgebiet
Das Geschäftsgebiet der VR-Bank Rottal-Inn umfasst 38 Geschäftsstellen, die sich im Landkreis Rottal-Inn, Passau, Dingolfing-Landau und Mühldorf/Inn befinden.

## Mitgliedschaft
Die VR-Bank Rottal-Inn wird als Genossenschaftsbank von mehr als 44.000 Mitgliedern getragen. Mitglieder sind Miteigentümer, Träger und Kunden der Bank, sowie Kapitalgeber und Gewinnbeteiligte. Die Mitglieder haben die Möglichkeit, sich am demokratischen Entscheidungsprozess der Genossenschaft zu beteiligen. Auf der jährlich stattfindenden Vertreterversammlung erhalten die Vertreter Informationen über die geschäftspolitische und wirtschaftliche Entwicklung der Bank. Den Mitgliedern stehen eine Verzinsung der Geschäftsanteils-Einlage, Mitglieder-Events aber auch Rabatte bei Verbundpartnern zur Verfügung.

## Dienstleistungen und Produkte
Die VR-Bank Rottal-Inn betreibt das Universalbankgeschäft. Sie bietet dem Kunden Produkte für den gesamten Bedarf an Finanzdienstleistungen. Außerdem erfolgt eine Beratung zu Finanzprodukten über Immobilien und Bausparen bis hin zu Versicherungen.

## Trivia
Überregionales Aufsehen erregte die VR-Bank Rottal-Inn ab 2019 durch ihre Telefonwarteschleife. Der niederbayerische Kabarettist Stefan Wählt hatte für die Bank einen individuellen Telefonjingle komponiert und getextet. Dieser war so erfolgreich, dass nach den Worten von Bank-Vorstand Stefan Sendlinger sogar einige Kunden am Telefon wieder in die Warteschleife zurückversetzt werden wollten. Außerdem schaffte es der Jingle in die Hitparade des Münchner Radiosenders Radio Gong 96.3 und kursiert seither in den sozialen Netzwerken. Die Bank hat im Zuge des Erfolgs auch ein Musikvideo mit Stefan Wählt und Eva Petzenhauser produziert.